# 桂歌團治
桂 歌團治（かつら うただんじ）は、上方落語の名跡。現在は空き名跡となっている。
- 初代桂歌團治 - 後の笑福亭吉右衛門。
- 2代目桂歌團治 - 本項にて記述。

結三柏は、桂一門の定紋である。

2代目 桂歌團治（生没年不詳）は、本名、享年とも未詳。
3代目桂米團治の門下。何らかの理由で師の勘気を蒙り、破門されたらしい。